# محوطه گنج‌آباد
محوطه گنج‌آباد مربوط به سده‌های متاخر دوران‌های تاریخی پس از اسلام است و در شهرستان سرباز، بخش مرکزی، دهستان پارود، ۳ کیلومتری شمال روستای حیط واقع شده و این اثر در تاریخ ۲۷ اسفند ۱۳۸۷ با شمارهٔ ثبت ۲۶۴۹۳ به‌عنوان یکی از آثار ملی ایران به ثبت رسیده است.